# Hussein Kemal
Hussein Kemal Pasha (21. november 1853 – 9. oktober 1917) var sultan af Egypten 1914 – 1917.
Hussein Kemal Pasha blev som 14-årig sendt til Napoleon 3. af Frankrigs hof i Paris. I 1869 blev han kammerherre hos dronning Eugénie ved Suezkanalen, og han vendte hjem til Egypten i 1870 for bl.a. at blive arbejdsminister. Han tog dernæst til Italien med sin far, som abdicerede i 1878. Han vendte tilbage i 1882, hvor han viste sig meget venligsindet overfor det engelske styre i landet.
Han grundlagde Det egyptiske Landbrugsselskab i 1898, men vendte tilbage til det politiske liv i 1909, hvor han blev præsident for det lovgivende forsamling i et år.
I 1914 udnævntes han til sultan og støttede de engelske militærautoriteter. Hans broder, Ahmed Fuad, efterfulgte ham ved hans død i 1917.